# 제2서해안고속도로 (기업)
제2서해안고속도로(第二西海岸高速道路, 2nd Seohaean Expressway)는 평택시흥고속도로를 건설하고 휴게소와 같은 제반 시설의 관리·운영하는 대한민국의 기업이다. 평택시흥고속도로의 소유권은 대한민국 정부가 가지고 관리운영권을 30년간 보장받았다. 총연장 42.6 km 구간을 관리하고 있다.

## 역사
- 2006년 12월 6일: 회사 설립. 당시에는 한라그룹 자회사였다.
- 2008년 3월 31일: 평택시흥고속도로 서평택 분기점 ~ 군자 분기점 전 구간 착공
- 2010년: 한라그룹 자회사에서 분리되었다.
- 2013년 3월 28일: 평택시흥고속도로 서평택 분기점 ~ 군자 분기점 전 구간 준공 및 개통
- 2016년 11월 11일: 원톨링 시스템 도입으로 장안 요금소 폐쇄

## 같이 보기
- 평택시흥고속도로